# Igüerri
Igüerri es un pueblo del municipio de el Pont de Suert, en la Alta Ribagorza. Formó parte del término de Llesp hasta su incorporación a el Pont de Suert en 1965. Está cerca del extremo de levante del antiguo municipio de Llesp.

## Descripción
Está situado a 1336,5 metros de altitud, sobre una colina de donde descienden hacia poniente el barranco del Camino de Irgo, hacia el suroeste, el barranco del Oratorio, y hacia el sur el barranco de la Fuente de Puiol.
Se accede al pueblo por una carretera estrecha comunicando el kilómetro 7 de la carretera L-500, al noreste de Cóll con el Pont de Suert pasando por Iran, Irgo y Gotarta.
Su iglesia es uno de los monumentos que refleja la historia del pueblo. Está dedicada a san Esteban y se encuentra en el extremo sureste de la localidad. Tiene estructura sencilla con una nave y un campanario bajo y amplio de figura octogonal. Es pobre en decoración. Aún se cantan, como en la mayoría de los pueblos catalanes, cada año los gozos a San Esteban, santo patrón de Igüerri. Es sufragánea de la parroquia de la Madre de Dios de las Nieves de Irgo.

## Etimología
El nombre es de origen vasco y quiere decir rojizo.

## Historia

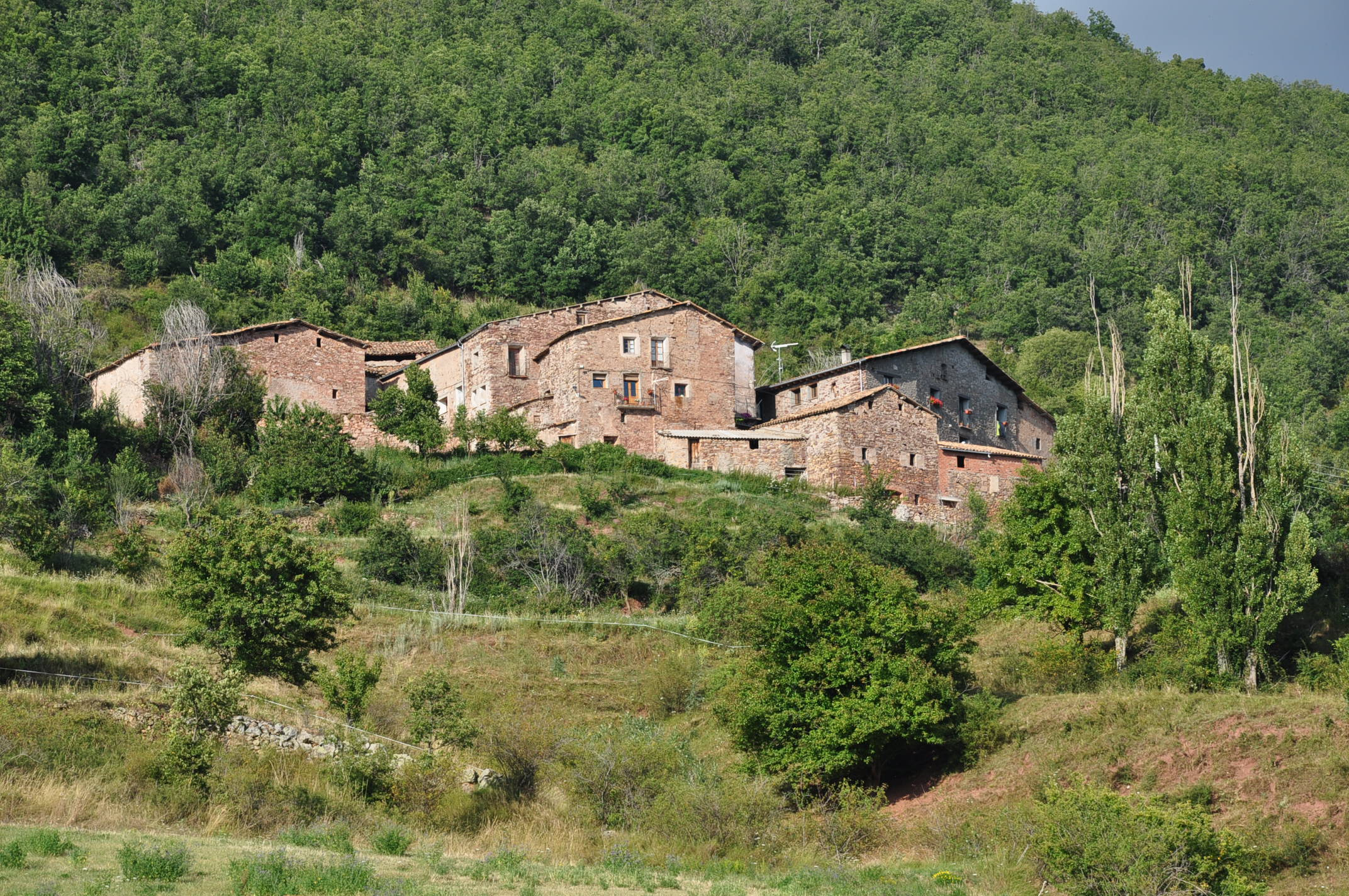
Igüerri.

Igüerri tuvo ayuntamiento propio desde la formación de los ayuntamientos modernos a partir de la promulgación de la Constitución de Cádiz y lo mantuvo hasta 1847, año en que se vio obligado a unirse a Llesp al no llegar a los 30 vecinos (cabezas de familia) que exigía la nueva ley municipal aprobada dos años antes.
Pascual Madoz, en su Diccionario geográfico... de 1849 describió el pueblo diciendo que estaba en la ladera meridional de una montaña que lo abrigaba un poco de los vientos del norte y que tenía un clima frío. El pueblo, según él, estaba formado por cuatro casas bajas y de mala construcción que formaban una calle empinada e incómoda, con una iglesia dedicada a san Esteban, que dependía de la parroquia de Gotarta. El cementerio y la iglesia estaban algo separados de la localidad. El pueblo disponía de una fuente próxima y de otra de más lejana (a un cuarto de hora), camino de Irgo, que se utilizaba cuando se secaba primera.

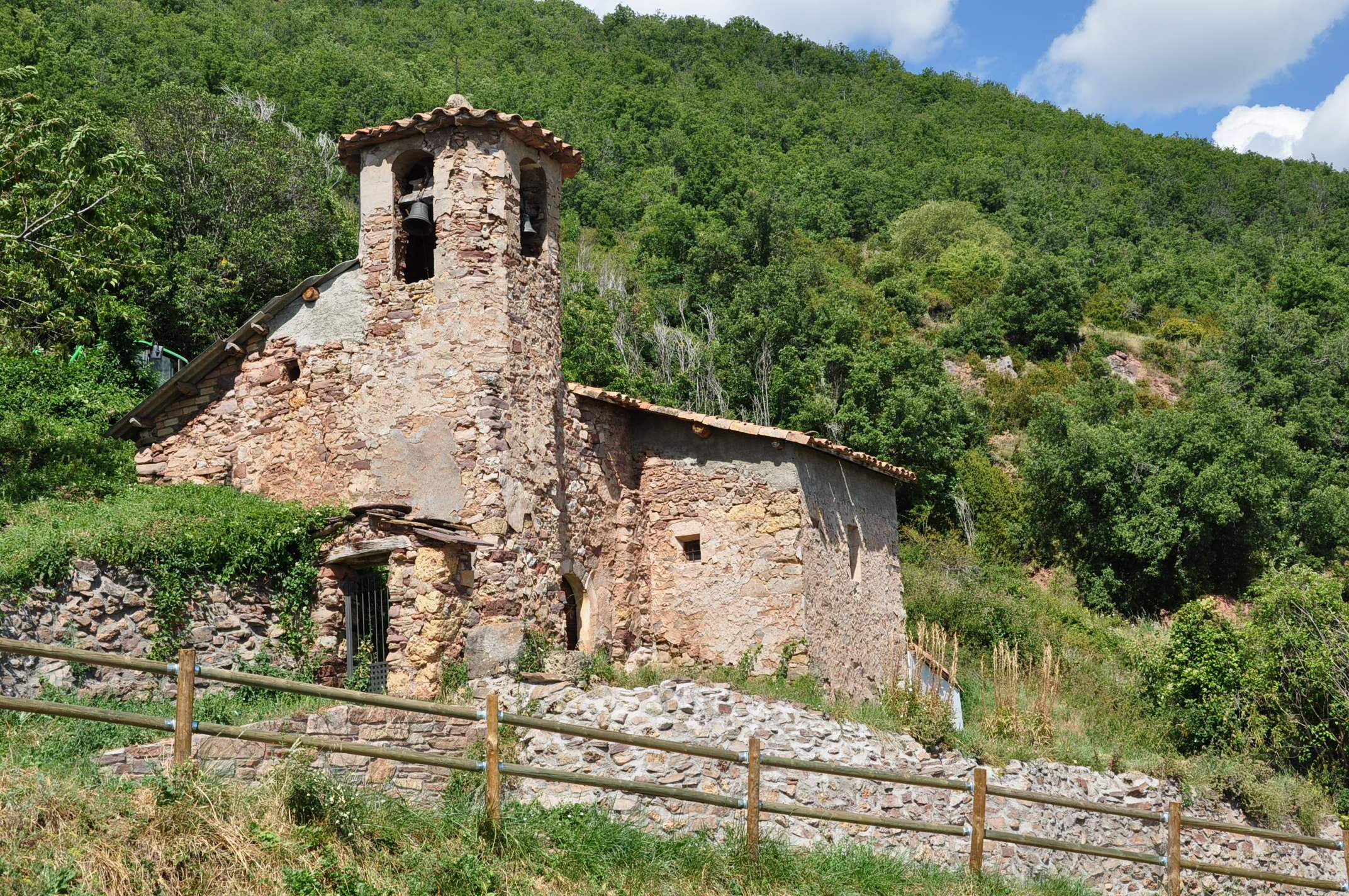
Iglesia de San Esteban.

El terreno de Igüerri era montañoso, áspero y de mala calidad, y la parte dedicada al cultivo producía poco. Había robles y matorrales, así como algunos prados de secano. Se recogían 120 cuarteas de centeno, 10 de cebada, 10 de avena y 20 de judías y otras legumbres, además de muchas patatas, principal alimento de los habitantes. Se criaba ganado lanar y bovino, así como las mulas necesarias para el trabajo del campo. Constituían el pueblo 2 vecinos y 10 habitantes.
En 1981 constaban 10 habitantes, que habían bajado a 8 en 2006.

## Bibliografía

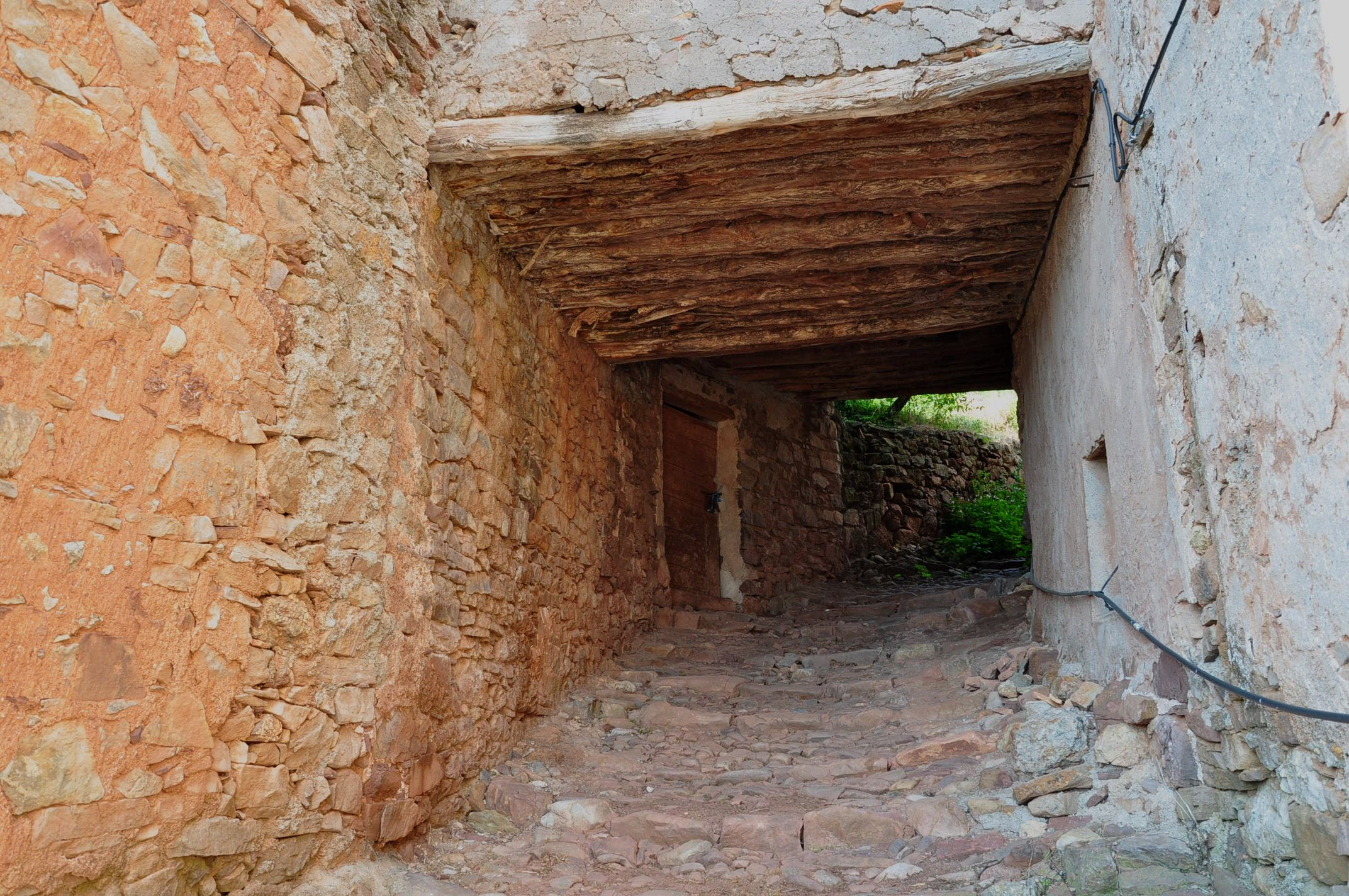
Calle cubierta en Igüerri.